# Alan Wilkinson
Alan Wilkinson (* 22. August 1954 in Ilford, London) ist ein britischer  Jazz- und Improvisationsmusiker (Sopran-, Alt-, Baritonsaxophon, Bassklarinette, Komposition).

## Leben und Wirken
Wilkinson erhielt ab dem achten Lebensjahr Trompetenunterricht; im Alter von zwölf Jahren wendete er sich der Gitarre zu. Er war zunächst als Bildender Künstler tätig, bevor er professioneller Musiker wurde. 1975 zog er von Manchester nach Leeds, in der Absicht, einen Abschluss in seinem Kunststudium zu erreichen. Nach dem Diplom begann er Altsaxophon in der Gruppe Crow zu spielen, zu der der Schlagzeuger Paul Hession gehörte, mit dem er in folgenden Jahren häufig zusammenarbeiten sollte. 1982 lernte er auf einem Sommer-Workshop in South Wales Musiker wie Peter Brötzmann, Barry Guy, Fred Van Hove, Keith Tippett und Phil Wachsmann kennen.
Wenig später erhielt Wilkinson Auftrittsmöglichkeiten in der Londoner Improvisationsszene. U. a. spielte er im Trio mit Paul Hession und dem Pianisten Akemi Kuniyoshi; des Weiteren arbeitete er in zahlreichen Projekten mit dem Schlagzeuger Steve Hubback. 1983 trat er mit Hession auf dem zehnten Free Music Festival in Antwerpen und auf der Holland Art Initiative in Eindhoven auf. Im selben Jahr war er Mitbegründer des Termite Club in Leeds, einer Spielstätte für experimentelle Musik und andere Kunstrichtungen. 1985 wurde Wilkinson Mitglied im Improvisations-Ensemble Ubiquity Orchestra; von 1985 bis 1988 spielte er mit Steve Noble und Tony Moore, 1987 bis 1989 im Quartett mit Willi Kellers, Christoph Winckel und Alex Maguire. 1988 und 1993 holte Derek Bailey zu seiner Company Week, der auch Steve Noble, Barre Phillips, Ernst Reijseger bzw. Don Byron, Ikue Mori, Robyn Schulkowsky und Phil Minton angehörten.
1989 bildete Wilkinson ein Trio mit dem Bassisten Simon H. Fell und Paul Hession, das lange zusammenarbeitete. 1996 nahm das Trio zusammen mit Joe Morris auf, außerdem mit Derek Bailey auf dem Termite Festival. Im gleichen Jahr wurde ein Konzert mit ihm, Fell, Brötzmann und Kellers mitgeschnitten. 2000 entstanden Aufnahmen für das Label Ecstatic Peace!. Im Laufe seiner Karriere spielte Wilkinson auch mit Hugh Metcalfe, Chris Corsano, Akira Sakata, Thurston Moore und Eddie Prévost; des Weiteren ist er gegenwärtig Mitglied im norwegischen Quartett Akode, des Trios Wilkinson/John Edwards/Steve Noble, der Gruppe von Mark Wastell und des Ensembles The Founder Effect. Außerdem führt er den Nachtclub flimflam. Im Bereich des Jazz war er zwischen 1988 und 2016 an 35 Aufnahmesessions beteiligt, zuletzt mit dem Emselble Konstrukt mit Alexander Hawkins und Daniel Spicer.

## Diskographische Hinweise
- Steve Noble / John Edwards / Alan Wilkinson: Obliquity (2007)
- Andrew Cheetham & Alan Wilkinson: The Vortex of Past Time (New Wave of Jazz, 2020)
- Fringe (2022), mit Matthew Grigg, Dominic Lash, Andrew Cheetham
- Kontrukt: Lotus (2023), mit Alexander Hawkins, Daniel Spicer